# دهستان باروق (هریس)
باروق از دهستان‌های ایران در استان آذربایجان شرقی است. این قصبه در بخش  مرکزی شهرستان هریس قرار دارد. از باروق در کتاب وقف نامه ربع رشیدی نوشته رشیدالدین فضل اله همدانی (قرن هفتم هجری) با نام های بارو و باروج یاد شده و در ردیف شماره ۱۶۵ صورت موقوفات ربع رشیدی چنین آمده است:" قریه بارو از دیه های ناحیه جان براغوش از نواحی بلده سراه از از بلاد آذربایجان ،حدود آن متصل است به اراضی کلوانق علیا و به موضعی که معروف است به قبق تپه و سقن بولاق و به اراضی ...و به اراضی قر[یه] ... و به اراضی قریه زرنق 
و به اراضی مزرعه شمشاد [تازه کند] و به اراضی قریه سرخه دوزج مشهور به موسالوی اراضی قریه...و به موضع... توابع و لواحق،و این دیه در اصل ملک طلق بوده به مبایعت شرعی از ورثه حاجی میر حسین زرنقی به این ضعیف واقف منتقل شده" 